# Jama'at al-Tawhid wal-Jihad
Ne doit pas être confondu avec Katiba al-Tawhid wal-Jihad.

Un drapeau du Jama'at al-Tawhid wal-Jihad

Tawhid wal Djihad (Unicité et Djihad) est une organisation salafiste djihadiste, souvent considérée comme terroriste. Fondée par Abou Moussab al-Zarqaoui, elle fait partie  d'Al-Qaida en Irak à partir de décembre 2004, al-Zarqaoui étant devenu le chef d'Al-Qaida en Irak jusqu'à sa mort en juin 2006.
L'organisation est placée sur la liste officielle des organisations terroristes des États-Unis.
En automne 2005, l'Allemagne a jugé quatre de ses membres à Cologne à la suite d'un attentat avorté.

## Source
- « L’Allemagne juge ses terroristes »(Archive.org • Wikiwix • Archive.is • Google • Que faire ?)